# Đurinići
Đurinići su naselje u Dubrovačko-neretvanskoj županiji, smješteno u općini Konavle.

## Zemljopisni položaj
Đurinići se nalaze iznad jadranske turističke ceste, oko 40 km jugoistočno od Dubrovnika, u neposrednoj blizini granice prema Crnoj Gori.

## Povijest
Tijekom Domovinskog rata Đurinići su jedno od prvih napadnutih sela u Konavlima te su ih okupirali JNA i četničke postrojbe. Mjesto je tijekom okupacije u potpunosti bilo uništeno, opljačkano i spaljeno. 

## Gospodarstvo
Gospodarstvo je u Đurinićima nerazvijeno, a jedina grana privrede je poljoprivreda.

## Stanovništvo
U Đurinićima, prema popisu stanovnika iz 2011. godine, živi 96 stanovnika uglavnom Hrvata katoličke vjeroispovjesti.
| broj stanovnika | 287   | 310   | 313   | 330   | 329   | 325   | 325   | 360   | 291   | 295   | 272   | 227   | 156   | 166   | 110   | 96    | 61    |
|                 | 1857. | 1869. | 1880. | 1890. | 1900. | 1910. | 1921. | 1931. | 1948. | 1953. | 1961. | 1971. | 1981. | 1991. | 2001. | 2011. | 2021. |